# Bumetopia intermedia
Bumetopia intermedia är en skalbaggsart som beskrevs av Stefan von Breuning 1947. Bumetopia intermedia ingår i släktet Bumetopia och familjen långhorningar.
Artens utbredningsområde är Filippinerna. Inga underarter finns listade.